# 于品卿
于 品卿（う ひんきょう）は、中華民国の政治家・実業家。親日地方政権である察南自治政府の最高委員。後に蒙古聯合自治政府、蒙古自治邦で副主席に就任した。

## 事績
元々は張家口の実業家であり、1924年（民国13年）には張家口商会執行委員となった。
1937年（民国26年）8月25日、日本軍が張家口を占拠する。于品卿は日本軍に招聘されて、察哈爾治安維持会委員に任命された。9月4日、察南自治政府が組織され、于は杜運宇と共に最高委員に任命された。11月22日、張家口において、蒙古聯盟自治政府（主席：デムチュクドンロブ（徳王））、察南自治政府（最高委員兼会議代表：于品卿）、晋北自治政府（最高委員兼会議代表：夏恭）の代表者会議が開催された。その結果、蒙彊聯合委員会が成立し、于は同委員会の委員となる。
1939年（民国28年）9月1日、上記3政府が合流して蒙古聯合自治政府が成立、于品卿は同政府の副主席に任命された。1941年（民国30年）6月1日、蒙古聯合自治政府において大規模な機構改革が行われたが、于は引き続き副主席をつとめている（同年8月、蒙古聯合自治政府は「蒙古自治邦」に改称）。于は日本を2度訪問し、また、勲四等・勲三等の旭日章を授与されている。1943年（民国32年）には、満州帝国の康徳帝（愛新覚羅溥儀）から勲二位景雲章を授与されている。
日本敗北後の1945年（民国34年）8月、蒙古自治邦は瓦解した。同月25日、于品卿は張家口に進軍してきた八路軍により逮捕されてしまう。于を裁く特別法廷は12月18日から開始され、各界代表30人による民衆裁判（「公審大会」）での審理となった。同月23日に死刑判決を言い渡され、その際に于は裁判員から感想を問われると、「民族に背き、国家に背いたのだから、罪は万死に値する」と答えたという。判決の翌日、ただちに張家口市内で銃殺刑が執行された。享年60。

## 注
1. ↑  徐主編（2007）、30頁と東亜問題調査会編（1941）、4頁による。完顔（1995）、151頁は1885年とする。
2. ↑  徐主編（2007）、30頁。
3. ↑  東亜問題調査会編（1941）、4頁。
4. ↑  徐主編（2007）、頁。
5. ↑  「明朗政権確立す 察南自治政府声明」『読売新聞』昭和12年（1937年）9月5日夕刊、1面。
6. ↑  この会議には、徳王の代理としてチョトパジャップ（卓王）が出席した。「蒙疆聯合委員会 調印を了す きのう厳粛に挙行」『東京朝日新聞』昭和12年（1937年）11月23日、2面。
7. ↑  『東京朝日新聞』昭和12年（1937年）11月23日、2面。
8. ↑  「蒙古聯合自治政府 きょう晴れの誕生 三政権を打って一丸」『東京朝日新聞』昭和14年（1939年）9月1日、2面。
9. ↑  「蒙古政府 機構改革」『朝日新聞』昭和16年（1941年）5月31日、2面。
10. ↑  1度目は昭和13年（1938年）10月19日から11月20日で、徳王・夏恭と共に来日、昭和天皇に拝謁して靖国神社も参拝した。2度目は昭和15年（1940年）9月8日で、北白川宮永久王の葬儀に参列した。
11. 1 2 3 4  完顔（1995）、152頁。
12. ↑  「汪主席、徳王に勲章御贈進 満州国皇帝陛下」『朝日新聞』昭和18年（1943年）5月8日、1面。
13. 1 2  「前蒙古副主席の裁判」『朝日新聞』1945年12月21日。
14. ↑  CHN強国網（2009）。